# Vinicio Angulo
Vinicio Angulo (n. Guayaquil, Ecuador; 26 de julio de 1988) es un futbolista ecuatoriano. Juega de delantero y su equipo actual es  atlético de naranjal de la 

## Trayectoria
Vinicio realizó las divisiones formativas en la Academia de Fútbol Alfaro Moreno para después formar parte de los jugadores juveniles del proyecto de Eduardo Maruri y Benito Floro denominado La Renovación del Barcelona Sporting Club.
El 7 de febrero de 2010, Vinicio Angulo hizo su primer gol oficial con Barcelona, en la victoria de 3-0 frente a Universidad Católica. En el 2012 el jugador fue traspasado al Independiente del Valle de Sangolquí donde marcó varios goles tenido buenas actuaciones siendo titular. Debido a su indisciplina es separado del equipo y entrena con en el Norte América de Guayaquil de la Segunda Categoría. En 2012 es transferido al Paços de Ferreira de Portugal. 
En el 2013 el Club Sport Emelec de Guayaquil adquiere sus derechos deportivos y federativos por 4 años y ese mismo año queda campeón de Ecuador con Emelec.
Para la temporada 2014 llega al El Nacional.
Para el 2015 llega a Dorados de Sinaloa de la Liga de Ascenso de México, club donde consigue el ascenso y queda campeón, a mediados de 2015 llega a Alebrijes de Oaxaca.
Para la temporada 2016 llega al Atlético San Luis de la Liga de Ascenso de México.
En 2022 fue anunciado en Guayaquil City Fútbol Club de la Serie A de Ecuador.

## Clubes
- Actualizado el 22 de octubre de 2023.

| Club                    | País          | Año           | Partidos | Goles |
| ----------------------- | ------------- | ------------- | -------- | ----- |
| Independiente del Valle | Ecuador       | 2008          | 29       | 3     |
| Barcelona S. C.         | Ecuador       | 2009-2011     | 55       | 12    |
| Independiente del Valle | Ecuador       | 2012          | 15       | 8     |
| F. C. Paços de Ferreira | Portugal      | 2012          | 10       | 2     |
| C. S. Emelec            | Ecuador       | 2013          | 25       | 3     |
| El Nacional             | Ecuador       | 2014          | 11       | 4     |
| Alebrijes de Oaxaca     | México        | 2014-2015     | 17       | 2     |
| Atlético de San Luis    | México        | 2016          | 18       | 2     |
| Dorados de Sinaloa      | México        | 2016-2018     | 121      | 37    |
| León                    | México        | 2019          | 16       | 3     |
| Dorados de Sinaloa      | México        | 2019-2020     | 12       | 3     |
| Liga de Portoviejo      | Ecuador       | 2020          | 18       | 4     |
| Manta F. C.             | Ecuador       | 2021          | 16       | 2     |
| Guayaquil City F. C.    | Ecuador       | 2022          | 0        | 0     |
| D' León                 | Ecuador       | 2022          | 6        | 6     |
| Alfonso Ugarte          | Perú          | 2023          | -        | -     |
| Gualaceo S. C.          | Ecuador       | 2023-act.     | 17       | 2     |
| Total carrera           | Total carrera | Total carrera | 380      | 93    |

## Palmarés

### Campeonatos nacionales
| Título                          | Club               | País    | Año  |
| ------------------------------- | ------------------ | ------- | ---- |
| Serie A de Ecuador              | Emelec             | Ecuador | 2013 |
| Torneo Clausura Liga de Ascenso | Dorados de Sinaloa | México  | 2015 |
| Liga de Ascenso de México       | Dorados de Sinaloa | México  | 2015 |
| Torneo Apertura Liga de Ascenso | Dorados de Sinaloa | México  | 2016 |